# Joan Piquer i Simón
Joan Piquer i Simón (València, 16 de febrer de 1936 - 7 de gener de 2011) era un cineasta valencià. En algunes produccions va emprar el pseudònim d'Alfredo Casado.

## Biografia
Productor, guionista i director, Joan Piquer va iniciar la seua carrera el 1964, amb el curtmetratge documental "España Violenta", al qual seguirien d'altres com "Vida y paz" i "Una estoreta velleta".
En la segona meitat dels anys setanta es passa al llargmetratge, on roda diverses pel·lícules que són estrenades als Estats Units d'Amèrica. És el cas de "Viatge al centre de la Terra", una adaptació de 1976 de la novel·la de Jules Verne. Continuaria amb altres produccions com "Supersonic Man", "Els nous extraterrestres" o "Slugs", que el consoliden com un dels cineastes de ciència-ficció de sèrie B del panorama europeu.
Durant la dècada dels 90 la seua activitat decreix, tot combinant cinema amb la televisió. En aquest últim mitjà exerceix de guionista de capítols de la sèrie "Manos a la obra".

## Filmografia

### Com a director
- Manoa, la ciutat d'or (1999)
- L'illa del diable (1994)
- L'escletxa (1990)
- La mansió dels Cthulhu (1990)
- Slugs (1988)
- Guerra bruta (1984)
- Els nous extraterrestres (1983)
- Mil crits té la nit (1982)
- Els diables del mar (1982)
- Misteri en l'illa dels monstres (1981)
- Supersonic Man (1979)
- Calfred (1978)
- Viatge al centre de la Terra (1976)
- Vida i pau (1965)
- Espanya violenta (1964)

### Com a guionista
- Manos a la obra (sèrie TV, 1999-2001)
- Manoa, la ciutat d'or (1999)
- L'illa del diable (1994)
- Nexus 2.431 (1994)
- L'escletxa (1990)
- La mansió dels Cthulhu (1990)
- Slugs (1988)
- Guerra bruta (1984)
- Els nous extraterrestres (1983)
- Mil crits té la nit (1982)
- Els diables del mar (1982)
- Misteri en l'illa dels monstres (1981)
- Més enllà del terror (1980)
- Supersonic Man (1979)
- Viatge al centre de la Terra (1976)
- Una estoreta velleta (1971)
- Les sepulcrals (1970)
- Vida i pau (1965)
- Espanya violenta (1964)